# Konyhasó

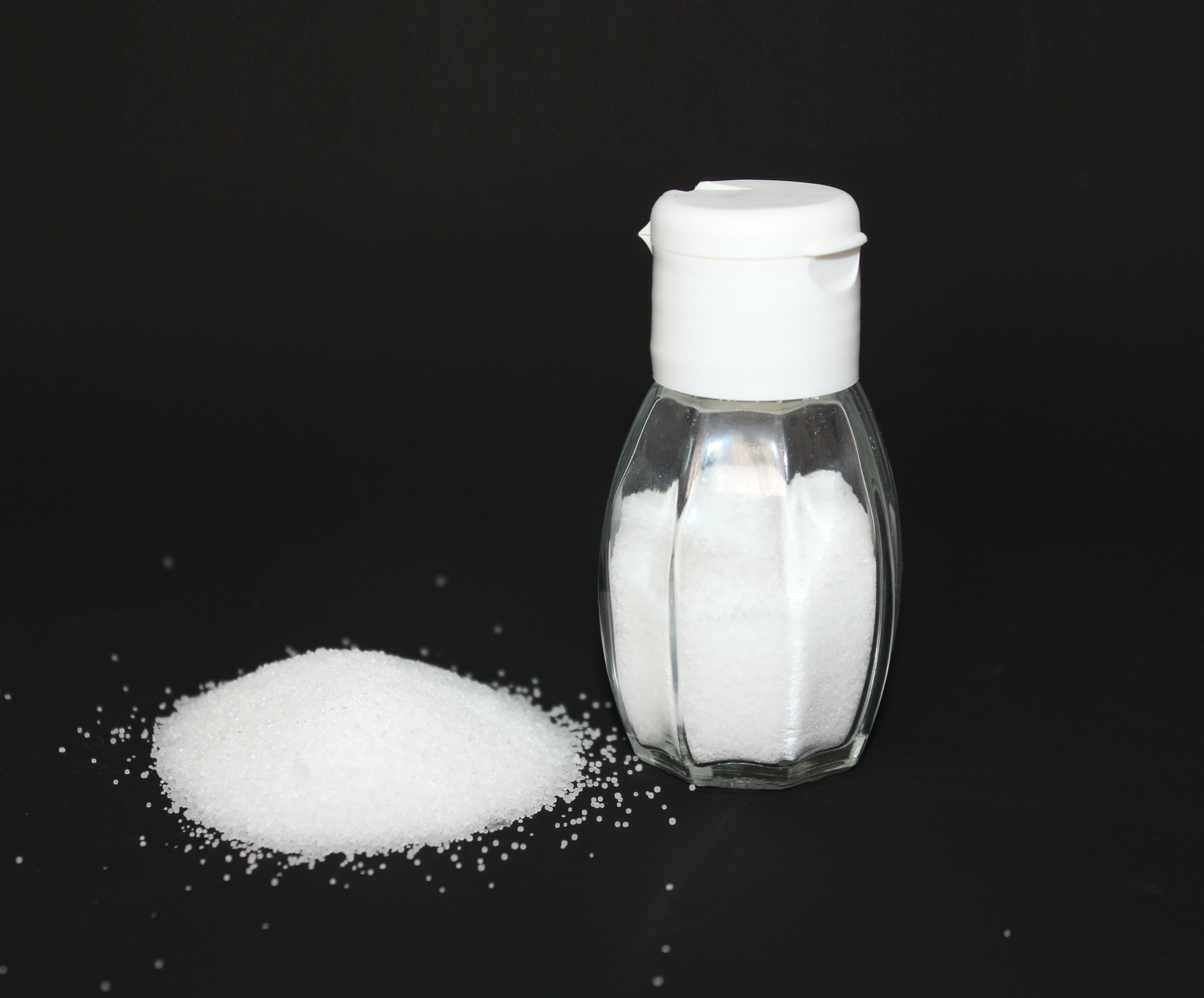
Konyhasó halomban és sószóróban

A konyhasó (vagy legfőbb összetevőjének kémiai neve után nátrium-klorid, melynek képlete: NaCl) az egyik legismertebb só a Földön. Leggyakoribb felhasználása a tartósítás és az ételízesítés, a köznyelvben egyszerűen csak só.

## A konyhasó kémiája
A konyhasó kemény, rideg anyag, kristályai kocka alakúak, ütésre síkok mentén törnek, kisebb kristályokra.
Ionrácsát pozitív nátrium (Na+) és negatív klorid (Cl−) ionok alkotják. Minden pozitív iont hat negatív ion, és minden negatív iont hat pozitív ion vesz körül. Kristálya kifelé semleges töltésű.
Vízben jól oldódik, ezt bizonyítják tengereink, melyek mind tartalmaznak oldott sót, valamint a földi élet majdnem minden sejtje, ahol a sejtközi folyadékok sóoldatok.
Vizes oldata jól vezeti az elektromos áramot, tehát elektrolit.

## Felhasználása, jelentősége

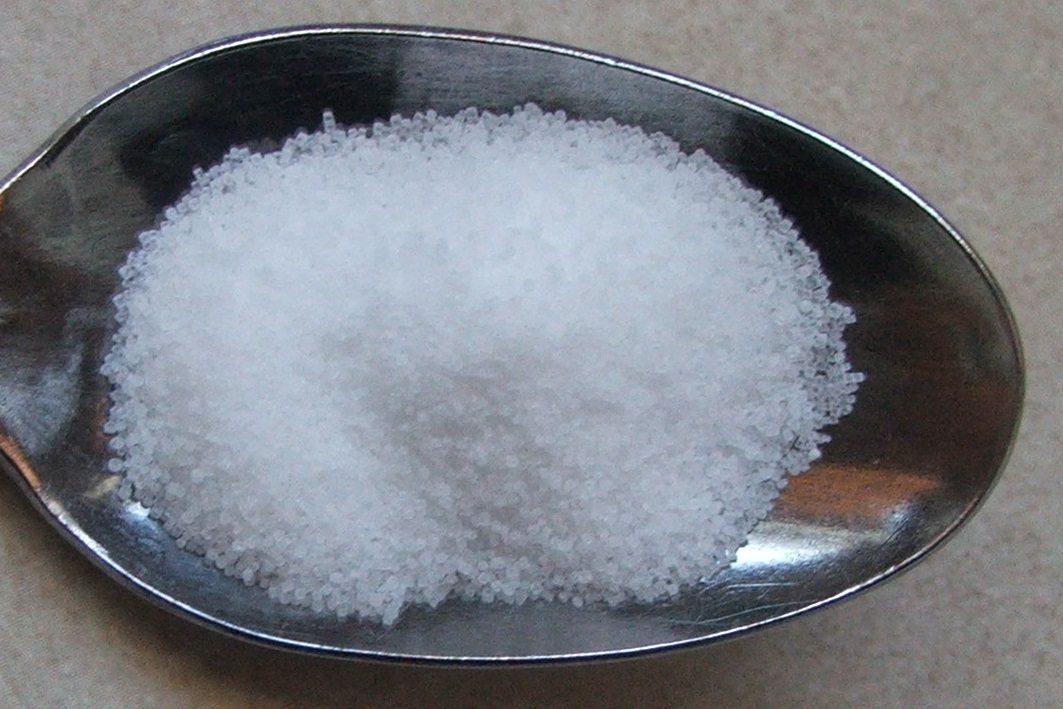
Egy kiskanálnyi konyhasó

A konyhasó az egyetlen ásványi eredetű ízesítő anyag, amelyet, mint fűszert, nem csak az ételek ízesítéséhez, hanem azok tartósításához is használunk.
A só életszükséglet. A sóhiány szédülést, izomgyengeséget, görcsöket okozhat, de kritikusabb helyzetben apátiához, halálhoz vezethet. Szervezetünknek napi 5-10 g sóra van szüksége, de ez is egyénenként változó lehet. Az étkezések során 20-25 g sót fogyasztunk, ez a mennyiség viszont már nem ajánlott.
A kellően fűszerezett étel ízét kiemeli, javítja a sózás, de ha túlsózzuk az ételt, elnyomja a fűszerek ízét. A kereskedelemben többféle típus kapható, melyek az eredet, szemcsefinomság, tisztaság, adalékanyagok tekintetében különbözhetnek egymástól.
A só a történelem folyamán mindig fontos alapanyag volt. A korábbi évszázadokban, amikor még a hűtőt nem ismerték, sóval tartósítottak. A 20. századig több országban monopólium volt sót előállítani, akkora haszon volt rajta. Indiában ezért is indult el a függetlenségi passzív harc.
A só fizetőeszköz volt az ókorban és még a középkorban is. Megbecsültségét jelzi, hogy számos népnél szokás a vendéget kenyérrel és sóval fogadni.
Magyarország hosszú ideig gazdag volt sóbányákban. A máramarosi és a parajdi sóbányák termelése királyi monopólium volt. Erdélyből a sószállítók vízi úton tutajjal hozták le a sót Szegedig s ott raktározták, majd osztották el az országban.

## Eredete, gyártása

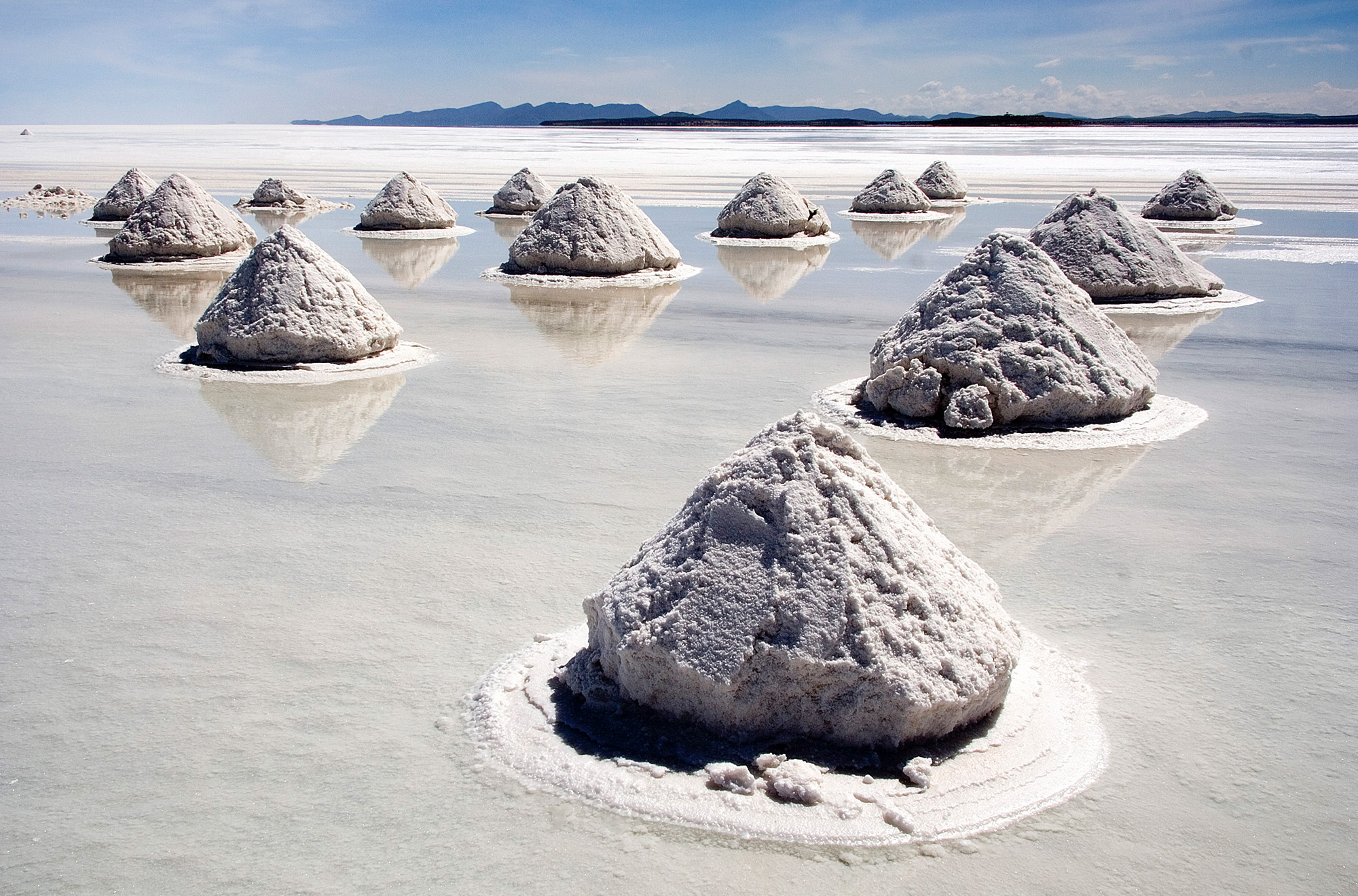
Száradó sóhalmok Bolíviában, a Salar de Uyuni sóstó szélén. A só kinyerésének hagyományos módszere (ugyanígy tengerből is).

A konyhasó legtöbbször bányászott (kősó), vagy tengeri só lehet. Ez utóbbit a tengervíz lepárlásával kapják, mely nem csak nátrium-kloridot tartalmaz, hanem más ásványi anyagokat is. Ezáltal egészségesebbnek tartják, mivel a túlzott nátrium bevitel káros lehet a szervezet egészségére. (Felborítja az ionegyensúlyt, a só-víz háztartást, a magas vérnyomás egyik okozója stb.) A tengeri só mellett találkozhatunk még parajdi sóval, himalája sóval vagy akár kóser sóval is. Ezek azonban csak megnevezések, mindegyik ugyanazt a konyhasót jelentik, csak eltérő mértékű tisztítottsággal.

### Adalékanyagok a konyhasóban
A minőségi konyhasó adalékanyagokat is tartalmaz; magnézium-karbonátot az összetapadás gátlására, illetve jódot (kálium-jodid vagy kálium-jodát formában) a golyva (lat: struma) illetve egyéb jódhiányos panaszok megelőzésére. (Erre a tengerektől távol eső területeken, így Közép-Európában, különösen Magyarországon nagy szükség van, mivel a talajok, így a táplálék is jódban rendkívül szegény.)